# Hoplopleura angulata
Hoplopleura angulata – gatunek wszy z rodziny Hoplopleuridae, pasożytujący głównie na Rhipidomys venezuelae. Spotykany również na innych myszowatych: Rhipidomys caucensis, Rhipidomys couesi, Rhipidomys latimanus, Rhipidomys macconnelli, Rhipidomys mastacalis, Rhipidomys venustus, Thomasomys cinereus. Powoduje wszawicę.
Samica wielkości 1,4 mm, samiec mniejszy wielkości 1,1 mm. Wszy te mają ciało silnie spłaszczone grzbietowo-brzusznie. Samica składa jaja zwane gnidami, które są mocowane specjalnym "cementem" u nasady włosa. Rozwój osobniczy trwa po wykluciu się z jaja około 14 dni. Pasożytuje na skórze. Występuje na terenie Wenezueli, Peru, Panamy, Brazylii i Trynidadu.